# Odontolytes landai
Odontolytes landai är en skalbaggsart som beskrevs av Vladimir Balthasar 1963. Odontolytes landai ingår i släktet Odontolytes och familjen Aphodiidae. Inga underarter finns listade i Catalogue of Life.